# اندرو برنز
اندرو برنز (انگلیسی: Andrew Byrnes؛ زادهٔ ۲۲ مهٔ ۱۹۸۳) قایقران روئینگ اهل کانادا است.